# Окна-Муреш
Окна-Муреш (рум. Ocna Mureș, венг. Marosújvár, нем. Miereschhall) — город в Румынии, в жудеце Алба.

## Население
На 2007 год население города составляет 15 268 человек.

## Галерея

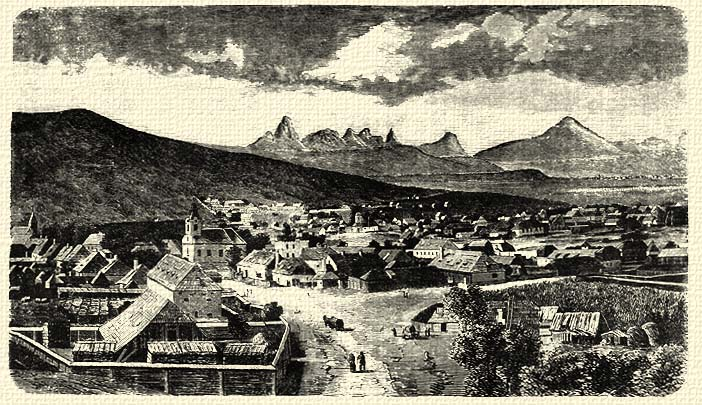
Город в 1870 году
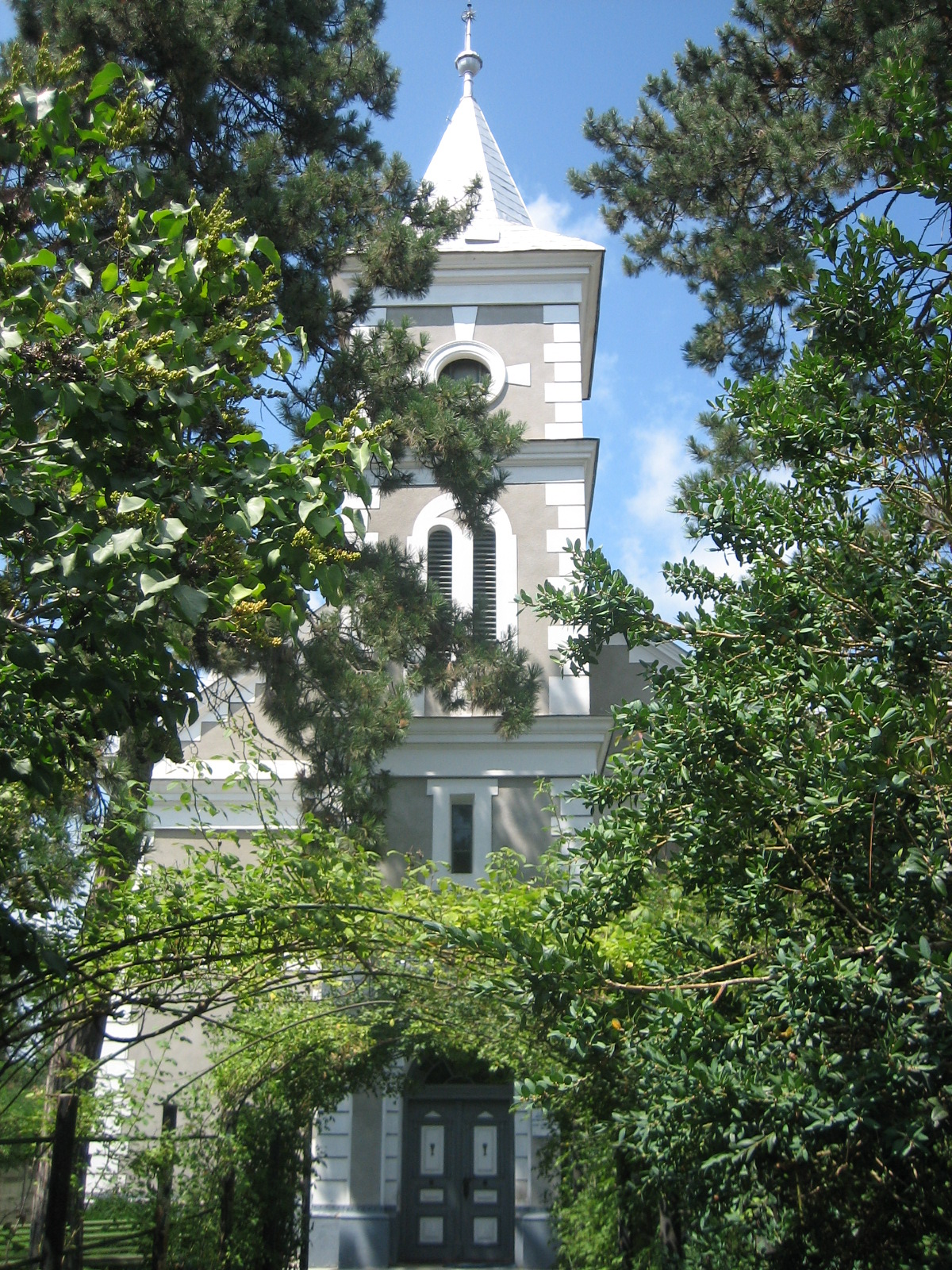
Церковь

## Города-побратимы
- Козармишлень (Венгрия)